# Дортмундский сквер
Дортмундский сквер — крупный парк в Советском районе города Ростова-на-Дону.
Основан в 1983 году, территория — 2,01 га. Назван в честь города-побратима Ростову-на-Дону — Дортмунда в Германии.
Представляет собой парк районного значения с интенсивным потоком движения населения района.